# Franciszek Makólski
Franciszek Makólski (ur. wg różnych źródeł w 1790, 1792 lub 1794 r. w Dulczy, zm. 28 maja 1853 w Dzierzgowie) – polski badacz zagadnień związanych z meteorytami, nauczyciel, właściciel ziemski, autor pierwszego polskiego doktoratu poświęconego meteorytom.

## Życiorys
Pochodził z rodziny szlacheckiej, był wujem matki Stefana Żeromskiego. Uczęszczał do liceum w Kaliszu. W okresie od 1814 do 1816 r. studiował nauki ścisłe w Szkole Głównej Krakowskiej, po ukończeniu którego został nauczycielem Szkoły Wojewódzkiej w Kielcach, ucząc tam do 1822 r. m.in. przedmiotów ścisłych, przyrodniczych, języka niemieckiego. W 1820 r. opublikował w Kielcach rozprawę doktorską pt. Rosprawa o aerolitach czyli deszczu kamiennym, na podstawie której w tym samym roku uzyskał na macierzystej uczelni stopień doktora. Rozprawa ta nie zawierała własnych badań meteorytów, lecz stanowiła przegląd badań ówczesnych zagranicznych uczonych (np. Chladniego). Przypuszczalnie był to jeden z pierwszych na świecie doktoratów poświęconych meteorytom. Jeszcze w czasie pracy nauczycielskiej dzierżawił kolejno różne majątki ziemskie w rejonie kieleckim; z dzierżaw utrzymywał się też po rezygnacji z nauczania. Na początku lat 30. XIX w. nabył Dzierzgów, gdzie zamieszkał, jednocześnie nie rezygnując z dzierżawienia innych majątków. Pochowany został w Dzierzgowie.
Jego wnukami byli: Józef Franciszek Makólski, poseł na Sejm II RP z ramienia Stronnictwa Narodowego, oraz Józef Makólski, entomolog i koleopterolog.